# Port lotniczy Diapaga
Port lotniczy Diapaga – port lotniczy położony w Diapaga, w Burkinie Faso.